# Rebordosa Atlético Clube
O Rebordosa Atlético Clube é um clube desportivo sediado na cidade de Rebordosa, Portugal. Fundado em 1966, o clube conta com um longo historial nas distritais da Associação de Futebol do Porto. No seu historial constam 20 participações na extinta III Divisão Nacional. 
Atualmente milita no Campeonato de Portugal, na série A, sendo a principal associação desportiva da cidade de Rebordosa e uma das mais relevantes do concelho e do distrito.
O clube possui um estádio com infraestruturas de primeira categoria, no contexto português, para atletas e sobretudo para os adeptos, apresentando cobertura total em todas as suas bancadas. Inaugurado em 2001 o Estádio Manuel Moreira, inserido no Complexo Desportivo de Azevido, tem capacidade para 12 mil espectadores em três bancadas totalmente cobertas.

## Futebol

### Histórico (inclui 07/08)
|                   | Nº Presenças | Títulos |
| ----------------- | ------------ | ------- |
| Temporadas na 1ª  | 0            |         |
| Temporadas na 2ª  | 0            |         |
| Temporadas na 2ªB | 0            |         |
| Temporadas na 3ª  | 15           |         |
| Taça de Portugal  | -            |         |
| Taça da Liga      | 0            |         |

### Classificações
| Escalão          | 90/91 | 91/92 | 92/93 | 93/94 | 94/95 | 95/96 | 96/97 | 97/98 | 98/99 | 99/00 | 00/01 | 01/02 | 02/03 | 03/04 | 04/05 | 05/06 | 06/07 | 07/08 | 08/09 | 09/10 | 10/11 | 11/12 |
| ---------------- | ----- | ----- | ----- | ----- | ----- | ----- | ----- | ----- | ----- | ----- | ----- | ----- | ----- | ----- | ----- | ----- | ----- | ----- | ----- | ----- | ----- | ----- |
| Liga Sagres      | -     | -     | -     | -     | -     | -     | -     | -     | -     | -     | -     | -     | -     | -     | -     | -     | -     | -     | -     | -     | -     | -     |
| Liga Vitalis     | -     | -     | -     | -     | -     | -     | -     | -     | -     | -     | -     | -     | -     | -     | -     | -     | -     | -     | -     | -     | -     | -     |
| II Divisão       | -     | -     | -     | -     | -     | -     | -     | -     | -     | -     | -     | -     | -     | -     | -     | -     | -     | -     | -     | -     | -     | -     |
| III Divisão      | 10º   | 6º    | 4º    | 4º    | 7º    | 12º   | 16º   | -     | -     | -     | 6º    | 13º   | 11º   | 9º    | 3º    | 7º    | 6º    | 8º/1º | 1º/4º | 9º/1º | 8º/1º | 6º/4º |
| 1º Escalão Dist. | -     | -     | -     | -     | -     | -     | -     | -     | 10º   | -     | -     | -     | -     |       | -     | -     | -     | -     | -     | -     | -     | -     |
| 2º Escalão Dist. | -     | -     | -     | -     | -     | -     | -     | -     | -     | -     | -     | -     | -     | -     | -     | -     | -     | -     | -     | -     | -     | -     |
| 3º Escalão Dist. | -     | -     | -     | -     | -     | -     | -     | -     | -     | -     | -     | -     | -     | -     | -     | -     | -     | -     | -     | -     | -     | -     |